# Nagyharsány, Baranya
Nagyharsány este un sat în districtul Siklós, județul Baranya, Ungaria, având o populație de 1.526 de locuitori (2011). 

## Demografie
Componența etnică a satului Nagyharsány
     Maghiari (87,73%)
     Romi (9,84%)
     Germani (2,09%)
     Croați (0,34%)
Componența confesională a satului Nagyharsány
     Romano-catolici (58,65%)
     Reformați (14,02%)
     Fără religie (5,96%)
     Necunoscută (20,05%)
     Alte religii (2,16%)
Conform recensământului din 2011, satul Nagyharsány avea 1.526 de locuitori. Din punct de vedere etnic, majoritatea locuitorilor (87,73%) erau maghiari, existând și minorități de romi (9,84%) și germani (2,09%).  Din punct de vedere confesional, majoritatea locuitorilor (58,65%) erau romano-catolici, existând și minorități de reformați (14,02%) și persoane fără religie (5,96%). Pentru 20,05% din locuitori nu este cunoscută apartenența confesională.